# Yarpuz, Akseki
Yarpuz là một thị trấn thuộc huyện Akseki, tỉnh Antalya, Thổ Nhĩ Kỳ. Dân số thời điểm năm 2011 là 1.122 người.